# Russ Fulcher
Russ Fulcher (Boise, 9 marzo 1962) è un politico statunitense, membro della Camera dei Rappresentanti per lo stato dell'Idaho dal 2019.

## Biografia
Nato a Boise e cresciuto a Meridian, entra in politica per la prima volta nel 2005 quando viene nominato dal governatore Dirk Kempthorne membro del Senato dell'Idaho per sostituire un senatore dimissionario. Fulcher viene poi eletto per un mandato pieno restando in carica dal 2006 al 2014. Nel giugno 2017 annuncia la sua candidatura alla Camera dei Rappresentanti per il primo distretto dell'Idaho, sostenuto anche dall'uscente Raúl Labrador. Dopo aver vinto le primarie repubblicane con il 43,1% dei voti, vince le elezioni generali di novembre con il 62,7%.